# Radovljica
Radovljica – miasto w północno-zachodniej Słowenii, siedziba gminy Radovljica. Ośrodek przemysłu spożywczego. W 2018 roku liczyła 6077 mieszkańców.
W XV wieku był to mały gród, z zamkiem, kościołem, otoczony murami i fosą.
W Radovljicy urodził się znany dramatopisarz słoweński Anton Tomaž Linhart (1756-1795), dlatego też w mieście znajduje się pomnik ku czci pisarza. Także przy wjeździe do Radovljicy umieszczono informację, że wjeżdżamy do miasta Linharta, a na domu, w którym mieszkał umieszczono pamiątkową tablicę. Inne „linhartowe” ślady to nazwa pizzerii nawiązująca do sztuki Linharta „Ta veseli dan, ali Matiček se ženi”.
W Radovljicy znajduje się także muzeum pszczelarstwa.
W głębi rynku stoi romański kościół św. Piotra, który jest widoczny z daleka i współtworzy krajobraz miasteczka.
Warto przejść się także miejską fosą, która została zrewitalizowana i udostępniona dla turystów i mieszkańców.
Z okolic dworca kolejowego Radovljica w pogodne dni widać Alpy Julijskie, zaś z tarasu tuż koło rynku widać krajobraz granicznego pasma Karawanki.
Od 1982 roku w Radovljicy odbywa się festiwal muzyki dawnej – Festiwal Radovljica.